# Chlodwig I.

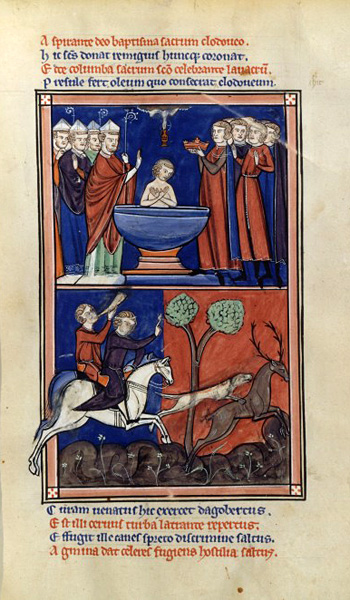
Die Taufe Chlodwigs, Miniatur aus der Vie de saint Denis (um 1250; Bibliothèque nationale de France)

Chlodwig I. (auch Chlodowech, nach lateinisch Chlodovechus, romanisiert aus altfränkisch *Hlūdawīg oder *Hlōdowig, französisch und englisch Clovis; * 466; † 27. November 511 bei Paris) war ein fränkischer König bzw. rex aus der Dynastie der Merowinger.
Er unterwarf alle anderen fränkischen reges sowie weitere germanische Gruppen gewaltsam und bezwang 486/487 den letzten römischen Herrscher in Gallien, Syagrius, in der Schlacht von Soissons. Daher wird er als Begründer des Frankenreichs angesehen, zu dessen Hauptstadt er Paris machte. Seinen Übertritt zum Christentum vollzog er wohl nach seinem Sieg über die Alamannen in der Schlacht von Zülpich. Dieser Schritt war eine wichtige Weichenstellung für den weiteren Verlauf der mittelalterlichen Geschichte. 
Chlodwig war ein Herrscher in einer Umbruchszeit zwischen Antike und Mittelalter, dem es gelang, von einem „Warlord“ bzw. Heerkönig, der fränkische Söldner (foederati) kommandierte, zu einem faktisch unabhängigen Herrscher aufzusteigen. Chlodwig knüpfte einerseits an spätantike römische Traditionen an, in die er sich selbst einordnete, andererseits leitete er Entwicklungen ein, die zur Herausbildung der frühmittelalterlichen Verhältnisse beitrugen.

## Leben

### Aufstieg

Gallien kurz vor Chlodwigs Königserhebung; sein Machtbereich umfasste anfangs nur einen Teil der fränkischen Gebiete.

Chlodwig war ein Sohn des fränkischen rex Childerich I. und dessen thüringischer Gemahlin Basena (Basina). Childerich hatte fränkische foederati befehligt und zumindest zeitweise in römischen Diensten gestanden. Oft wird angenommen, dass er wenigstens bedingt mit den römischen Militärbefehlshabern Aegidius und Paulus im nördlichen Gallien kooperiert hatte. Die Details sind allerdings unklar und umstritten, zumal in den wenigen Quellen zugleich ein Rivalitätsverhältnis zwischen Childerich und Aegidius – der sich 461 mit dem weströmischen Kaiser überworfen hatte – erkennbar ist. Childerich scheint jedenfalls eine nicht unbedeutende Machtposition in Nordgallien errichtet zu haben, die die Grundlage für seinen Sohn Chlodwig darstellte.
Chlodwig folgte seinem Vater wahrscheinlich 481/82 als „Kleinkönig“ des Kriegerverbandes der Salfranken nach. Damals gab es noch andere fränkische regna (Herrschaftsgebiete) in diesem Raum, etwa in Cambrai und bei Köln. Chlodwig kontrollierte zu dieser Zeit ungefähr den Raum der (ehemaligen) weströmischen Provinz Belgica secunda in den heutigen südlichen Niederlanden und dem nördlichen Belgien (Toxandrien um die Provinzhauptstadt Tournai). Wie sein Vater war er offiziell nur der „Verwalter“ (administrator) der Provinz; als Heerführer bzw. „König“ (rex) hingegen dürfte er zunächst vor allem gegenüber seinen Soldaten aufgetreten sein. In der neueren Forschung wird Chlodwig ähnlich wie andere zeitgenössische Militärführer immer öfter als ein „warlord“ gesehen, also als ein Heerführer, der angesichts des faktischen Zusammenbruchs Westroms und nach dem Erlöschen der kaiserlichen Autorität in Gallien eine eigene Herrschaft etabliert hatte, die sich zunächst noch in den formal weiterhin bestehenden politischen Rahmen des Imperium Romanum einordnete. Als nahezu sicher gilt dabei heute, dass sein Geschlecht, die Merowinger, keineswegs eine alte Herrscherdynastie war; ihre herausragende Stellung erlangte die Familie höchstwahrscheinlich erst um die Mitte des 5. Jahrhunderts.
Um 486 besiegte Chlodwig bei Soissons trotz fehlender Unterstützung seines Vetters Chararich, dafür aber mit Hilfe seines Verwandten Ragnachar den Syagrius, den Sohn des Aegidius und letzten gallo-römischen Heerführer in Gallien. Dieser Sieg erweiterte seinen Machtbereich um den größten Teil des Gebietes nördlich der Loire, doch sind Einzelheiten nicht überliefert; es wird vermutet, dass die reges bzw. warlords Syagrius und Chlodwig vor allem um die Kontrolle der letzten weströmischen Heeresgruppe in Nordgallien rivalisiert hätten, doch lässt sich dies nicht beweisen. Chlodwig konnte jedenfalls die von seinem Vater übernommene Machtstellung im nördlichen Gallien erheblich ausbauen. Syagrius, der zunächst ins Westgotenreich geflüchtet war, wurde zu einem nicht genauer datierbaren Zeitpunkt an Chlodwig ausgeliefert und hingerichtet. Zu beachten ist dabei, dass Chlodwig keineswegs nur fränkische Kämpfer befehligte, sondern auch Soldaten anderer Herkunft, darunter nach Auskunft des Geschichtsschreibers Prokopios von Caesarea eben auch große Teile der einstigen römischen Grenzarmee Nordgalliens (Historien 5,12,12–19).
Viel Beachtung findet in der Forschung der ein Jahrhundert später verfasste Bericht des Geschichtsschreibers Gregor von Tours, die wichtigste erzählende Quelle hinsichtlich Chlodwigs Regierungszeit, über die Beuteverteilung nach dem Sieg bei Soissons. Demnach hatten Chlodwigs Männer bei der Plünderung einer Kirche einen großen und kostbaren Krug erbeutet (Krug von Soissons). Der Bischof, dessen Kirche der Krug gehörte, bat Chlodwig um Rückgabe. Der König stimmte grundsätzlich zu, wies aber darauf hin, dass er dies nicht eigenmächtig entscheiden könne, da die Beute öffentlich durch das Los verteilt werden musste. Bei der Heeresversammlung bat er die versammelten Krieger, ihm den Krug zu überlassen, scheiterte aber am Widerstand eines einzigen einfachen Kriegers, der auf Verlosung bestand und den Krug demonstrativ zerschlug. Chlodwig musste dies, so Gregor, hinnehmen. Erst im folgenden Jahr rächte er sich, wiederum auf einer Heeresversammlung, indem er den Mann unter dem Vorwand, er habe seine Ausrüstung vernachlässigt, vor dem versammelten Heer erschlug. Der Vorfall zeigt nach Ansicht der älteren Forschung, dass sich damals noch jeder waffenfähige freie Franke dem König öffentlich mit Erfolg widersetzen konnte, indem er sich auf geltendes Recht berief (Widerstandsrecht). Andere Historiker sind hingegen skeptisch, was die Zuverlässigkeit von Gregors Bericht betrifft, und geben überdies zu bedenken, dass Chlodwigs Armee damals derart heterogen und romanisiert war, dass man nicht ohne weiteres annehmen kann, dass in ihr fränkisch-germanische Traditionen dominierten.
Zwischen 492 und 494 heiratete Chlodwig die burgundische Prinzessin Chrodechild. Laut Gregor von Tours bemühte sie sich früh darum, ihren Mann zur katholischen römischen Reichskirche zu bekehren. Im engeren Umfeld Chlodwigs gab es Personen, die dem Arianismus anhingen; für Chlodwig selbst galt dies aber anscheinend nicht, wenngleich er mit dem Gedanken gespielt haben mag. Sein Vater Childerich hing paganen Traditionen an, wie die Grabfunde belegen; das hinderte aber weder Childerich noch Chlodwig daran, gute Beziehungen zu katholischen Bischöfen zu pflegen.
In der Schlacht von Zülpich im Jahre 496 besiegte Chlodwig die Alamannen zum ersten Mal, 506 zum zweiten und entscheidenden Mal. Daneben vereinte er die Franken und Gallorömer schrittweise unter seiner Herrschaft. Er schaltete Sigibert von Köln, dessen Sohn Chloderich sowie seine Verwandten Chararich und Ragnachar aus und beseitigte sie. Die Chronologie dieser Vorgänge ist unsicher.

### Christianisierung

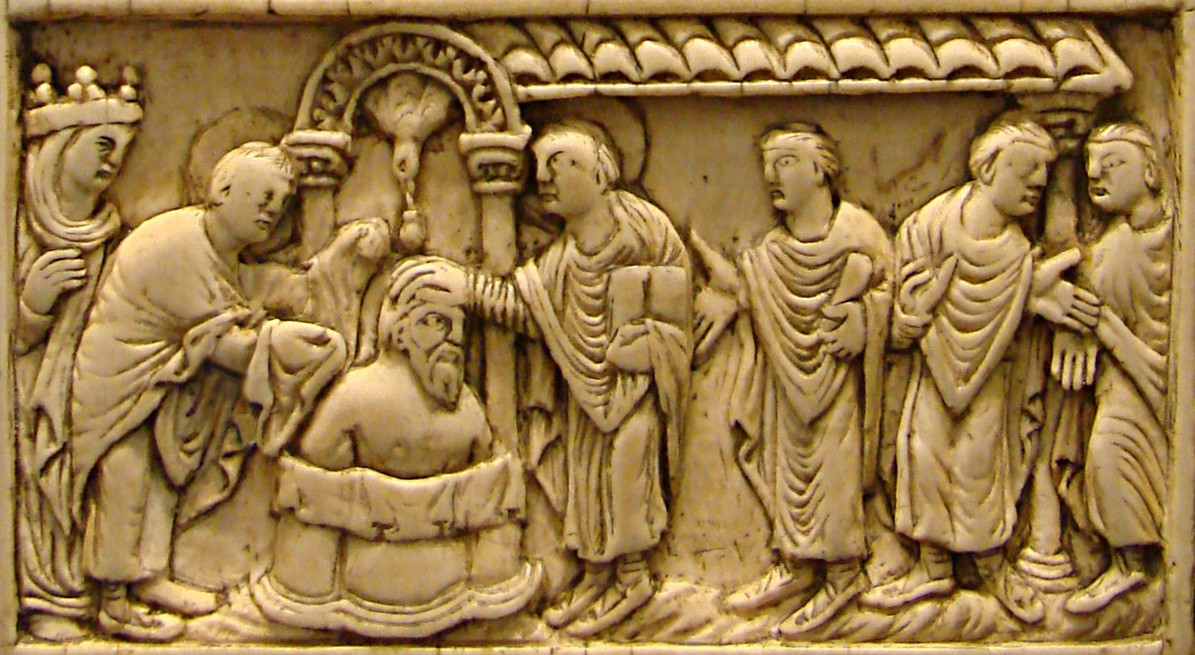
Taufe Chlodwigs I., Teilansicht eines Elfenbein-Buchdeckels (9. Jahrhundert)

Nach dem Sieg in der Schlacht von Zülpich konvertierte Chlodwig zum römisch(-katholisch)en Christentum. Zu Weihnachten wurde er von Bischof Remigius in Reims getauft. Das Jahr der Taufe ist bis heute in der Forschung umstritten, da die Quellenaussagen nicht genau sind; am wahrscheinlichsten sind die Jahre 497, 498 oder 499, aber auch 507 wurde in Betracht gezogen.
Die Taufe wird in drei Quellen erwähnt: in einem Glückwunschschreiben des Bischofs Avitus von Vienne, in einem Brief des Bischofs Remigius von Reims und in dem (allerdings erst Ende des 6. Jahrhunderts entstandenen) Geschichtswerk des Gregor von Tours. In den Quellen werden zwei Motive für den Übertritt Chlodwigs zum Christentum genannt. Das eine war der christliche Königsgedanke. Die germanischen Könige waren in ihrem Amt auch durch ihre vermeintliche Abstammung von den heidnischen Göttern legitimiert. Diese Abstammungslegitimation und damit die Verbindung zu seinen heidnischen Vorfahren musste Chlodwig aufgeben, als er Christ wurde. Stattdessen wurde dem König verheißen, er werde einst im Himmel mit seinen Nachkommen herrschen. Dadurch wurde ein christliches Königtum begründet, das auch die Pflicht des Königs zur Mission einschloss. Das zweite Motiv war dasjenige des stärkeren Gottes (Sieghelfermotiv). Das Bekenntnis zum Christentum sollte dem König den Beistand Gottes in der Schlacht sichern. In diesem Sinne berichtet Gregor von Tours, dass Chlodwig sich für das Christentum entschied, nachdem der christliche Gott ihm in der Schlacht von Zülpich die erbetene Hilfe gewährt hatte, während er von seinen bisherigen Göttern solchen Beistand vergeblich erhoffte. Eine Rolle spielte wohl auch der Einfluss seiner Frau Chrodechild.
Chlodwig verlangte vom Bischof von Rom angeblich einen Preis für seine Bekehrung. Es soll vertraglich festgelegt worden sein, dass die Besetzung aller geistlichen Ämter von einer fränkischen Synode unter dem Vorsitz des Königs bestimmt werden sollte und die Geistlichen dem König steuerpflichtig waren. Dabei handelte es sich um eine Kirchenordnung in der Art des germanischen Eigenkirchenwesens, also eine stark vom Willen des Königs abhängige Kirche mit einer gewissen Eigenständigkeit gegenüber Rom. Auf diese Tradition beriefen sich die französischen Könige im Spätmittelalter, wenn sie eine Sonderstellung für die katholische Kirche Frankreichs im Sinne des Gallikanismus forderten. Daher nehmen viele Gelehrte an, dass es sich bei der angeblichen Einigung zwischen Chlodwig und dem Papst um eine spätere Erfindung im Interesse des Gallikanismus handelt. Ebenso ist die bei Gregor von Tours beschriebene anti-arianische Haltung des Königs wohl übertrieben dargestellt. Es wird, wie erwähnt, sogar vermutet, dass es bei Chlodwig zunächst eine vielleicht politisch motivierte arianische Phase gegeben habe, welche nach seiner „katholischen“ Taufe stillschweigend übergangen worden sei. Chlodwig kooperierte bereits vor seiner Taufe mit den römischen Bischöfen Galliens.
Auch innenpolitische Erwägungen sprachen für den Übertritt, da damit Spannungen zwischen der christlich-romanischen Mehrheitsbevölkerung und den bis dahin heidnischen Franken verringert wurden. Große Bedeutung hatte die Taufe Chlodwigs auch für die weitere Geschichte Europas, da das Fränkische Reich, aus dem Jahrhunderte später Frankreich und Deutschland hervorgingen, mit seinem Übertritt christianisiert wurde. Anders als in der römischen Antike, wo die Taufe die Zuwendung eines Einzelnen zum Christentum bedeutete, fanden im germanischen Bereich sowie später im Frühmittelalter Taufen oft im Stammesverband, also kollektiv statt. Nach dem Bericht Gregors von Tours befragte Chlodwig vor seiner Taufe die Großen und das Volk. Als diese zustimmten, ließ er sich mit angeblich 3000 Franken taufen. Allerdings wird sich der Christianisierungsprozess der Franken tatsächlich erst allmählich vollzogen haben. Zahlreiche heidnische Bräuche hielten sich noch längere Zeit; so berichtet etwa der zeitgenössische oströmische Geschichtsschreiber Prokopios (Historien 6,25) von heidnischen Menschenopfern der Franken bei einem Kriegszug nach Italien 539.
Folgenreich war auch Chlodwigs Entscheidung, das Christentum in der vom römischen Bischof vertretenen „katholischen“ Lehre anzunehmen: Anders als die Könige der allermeisten anderen germanischen Nachfolgereiche auf dem Boden des früheren Weströmischen Reiches, insbesondere der West- und Ostgoten, aber auch der Burgunder und Vandalen, die den christlichen Glauben in der Form des Arianismus angenommen hatten, bekannte sich Chlodwig zur Reichskirche des Römischen Reichs, das heißt zum athanasischen Glauben der römischen Kirche, die den Glauben der Arianer in den Jahren 325 und 381 verworfen hatte. Dies war von entscheidender Bedeutung, da im Merowingerreich fortan auch keine konfessionelle Barriere zwischen den neugetauften Franken und der gallorömischen Bevölkerungsmehrheit bestand, was mittelfristig eine Vermischung von Franken und Romanen ermöglichte. Und als 519 das erste Schisma zwischen Konstantinopel und Rom beigelegt wurde, befanden sich Chlodwigs Erben zudem in Kommunion mit dem oströmischen Kaiser, was erhebliche außenpolitische Vorteile mit sich brachte. Kirchengeschichtlich war dies, rückblickend betrachtet, der Anfang vom Ende des Arianismus im Westen. Die arianischen Westgotenkönige konvertierten gegen Ende des 6. Jahrhunderts zum römischen Christentum, nachdem die Reiche der arianischen Vandalen und Ostgoten um die Mitte des Jahrhunderts im Kampf gegen den oströmischen Kaiser Justinian untergegangen waren und die Franken das Burgunderreich erobert hatten.

### Spätzeit

Feldzüge der Franken in Aquitanien in den Jahren 507–509

Chlodwigs Sieg über den westgotischen rex Alarich II. von Tolosa (Toulouse) in der Schlacht von Vouillé (507) brachte den größten Teil Galliens unter seine Herrschaft. Sein weiterer Vorstoß ans Mittelmeer wurde jedoch 508 von den Ostgoten unter Theoderich dem Großen vereitelt. Daher blieb die heutige Provence noch bis in die 530er Jahre gotisch, und Septimanien, ein Küstenstreifen in Südwestfrankreich um Narbonne, blieb sogar noch deutlich länger unter gotischer Herrschaft. 509 eroberte Chlodwig dafür das rheinfränkische Reich und vereinigte damit die bislang getrennten größten Einzelgruppen der Franken.

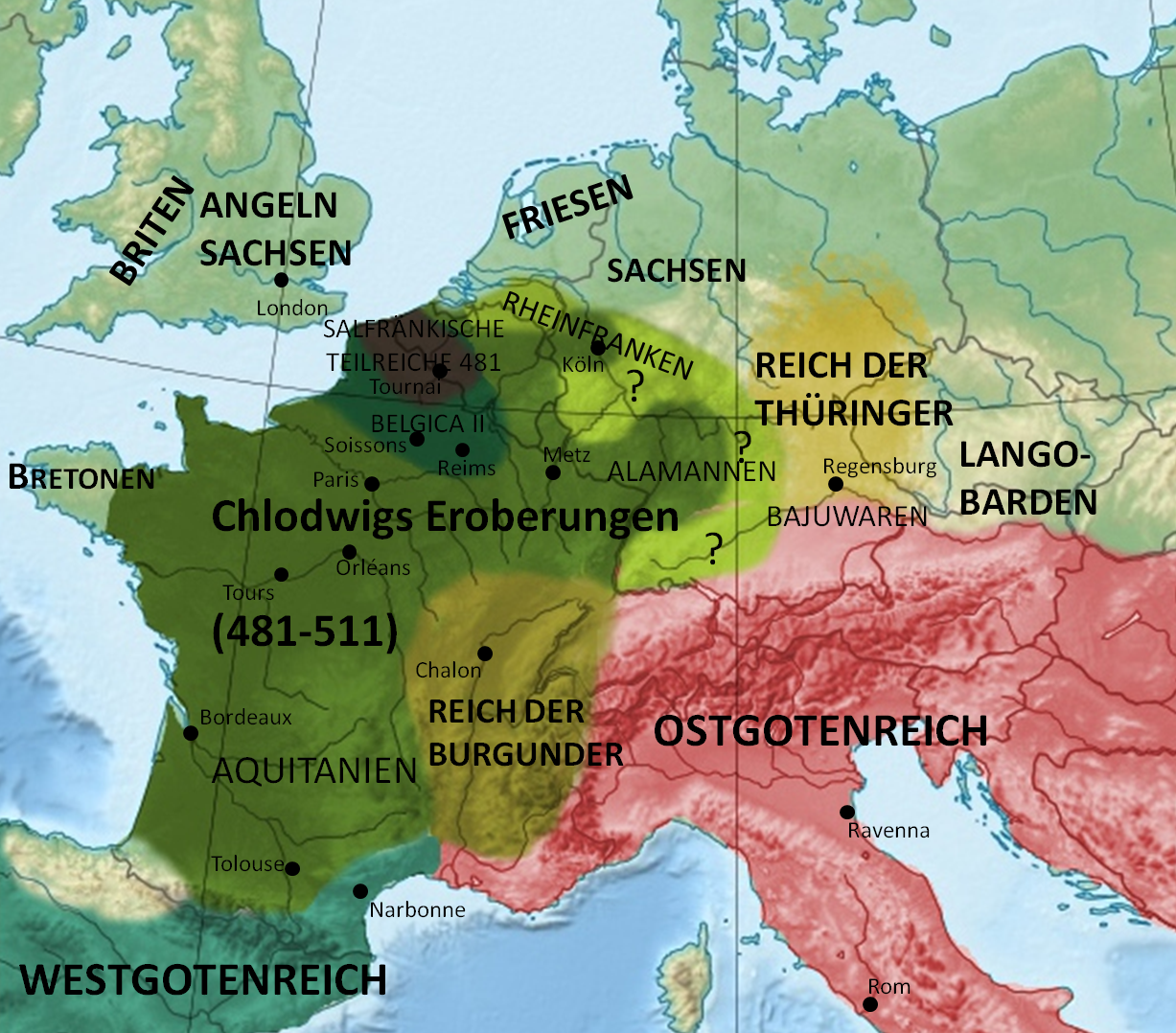
Chlodwigs Eroberungen bis zum Jahr 511 (abgebildet sind auch die salfränkischen Gebiete im Jahr 481 und die Provinz Belgica II)

Chlodwig legte größten Wert auf die Anerkennung seiner Position durch den oströmischen Kaiser, der noch immer als nomineller Oberherr auch des Westens galt. Sie wurde ihm 508 von Kaiser Anastasius gewährt, laut Gregor (Historien 2,38) durch die Ernennung zum „Konsul“; doch spricht vieles dafür, dass der Franke in Wahrheit zum patricius erhoben wurde. Trifft dies zu, so wurde der Merowinger damit rangmäßig den Ostgotenkönigen gleichgestellt und erhielt quasi die Vollmachten eines kaiserlichen Stellvertreters. Chlodwig und seine Nachfolger übernahmen jedenfalls bewusst zentrale Elemente der spätrömischen Verwaltung – so gab es im 6. Jahrhundert am Merowingerhof noch immer das römische Amt des magister officiorum – und Herrschaftsrepräsentation, wobei sie sich der alten gallorömischen Eliten bedienten. Sie traten gegenüber der romanisierten Bevölkerung, vor allem gegenüber den Aristokraten im 507 eroberten Südgallien, noch lange als Repräsentanten des Kaisers auf. In der neueren Forschung (Patrick J. Geary, Guy Halsall u. a. m.) wird sogar vermutet, dass es 506/7 zu einem regelrechten Kampfbündnis zwischen Chlodwig und Anastasius gekommen war: Der Franke sei vielleicht erst in diesem Zusammenhang zum römischen Glauben übergetreten und habe jedenfalls oströmische Unterstützung beim Angriff auf die arianischen Westgoten erhalten, indem eine kaiserliche Flotte das ostgotische Italien angegriffen und so Theoderich an wirkungsvoller Unterstützung für Alarich II. gehindert habe. Die Quellenlage macht es zwar unmöglich, diese Hypothese weiter zu untermauern, doch dass die Beziehungen zwischen den Merowingern und Ostrom sehr gut waren, ist kaum zu bestreiten. Erst um 540, dreißig Jahre nach Chlodwigs Tod, hörte man damit auf, das Bild des Kaisers auf die Goldmünzen zu setzen, und noch um 580 schilderte der oströmische Geschichtsschreiber Agathias die Franken sehr positiv: Sie würden sich im Grunde nur durch ihre Sprache und einige Besonderheiten ihrer Tracht von den Römern unterscheiden (Historien 1,2,4).

### Tod und Nachfolge

Die Aufteilung des Frankenreichs nach Chlodwigs Tod

Chlodwig starb 511 und wurde im sacrarium der Apostelkirche in Paris, der späteren Kirche Sainte-Geneviève, begraben. Nach seinem Tod teilten seine vier Söhne, wie er es verfügt hatte, die Herrschaft untereinander auf, ohne damit allerdings formal unabhängige Reiche zu gründen. Es waren Theuderich, der Sohn seiner ersten Ehefrau, einer vornehmen Fränkin, sowie Chlodomer, Childebert und Chlothar, die drei Söhne Chrodechilds. Sie gründeten vier eigene Königshöfe in Metz/Reims, Orléans, Paris und Soissons. Die neuere Forschung (Patrick J. Geary u. a.) hat betont, dass diese administrative Aufteilung der Herrschaft auf mehrere Höfe innerhalb eines formal weiterhin ungeteilten Reiches nicht etwa, wie man noch immer oft liest, an germanisch-fränkische, sondern vielmehr an spätantike römische Vorbilder anknüpfte: Seit Konstantin dem Großen waren Kaiser, die mehr als einen Sohn hatten, analog verfahren, während die Existenz entsprechender germanischer Traditionen nicht zuverlässig belegt ist.

## Rezeption

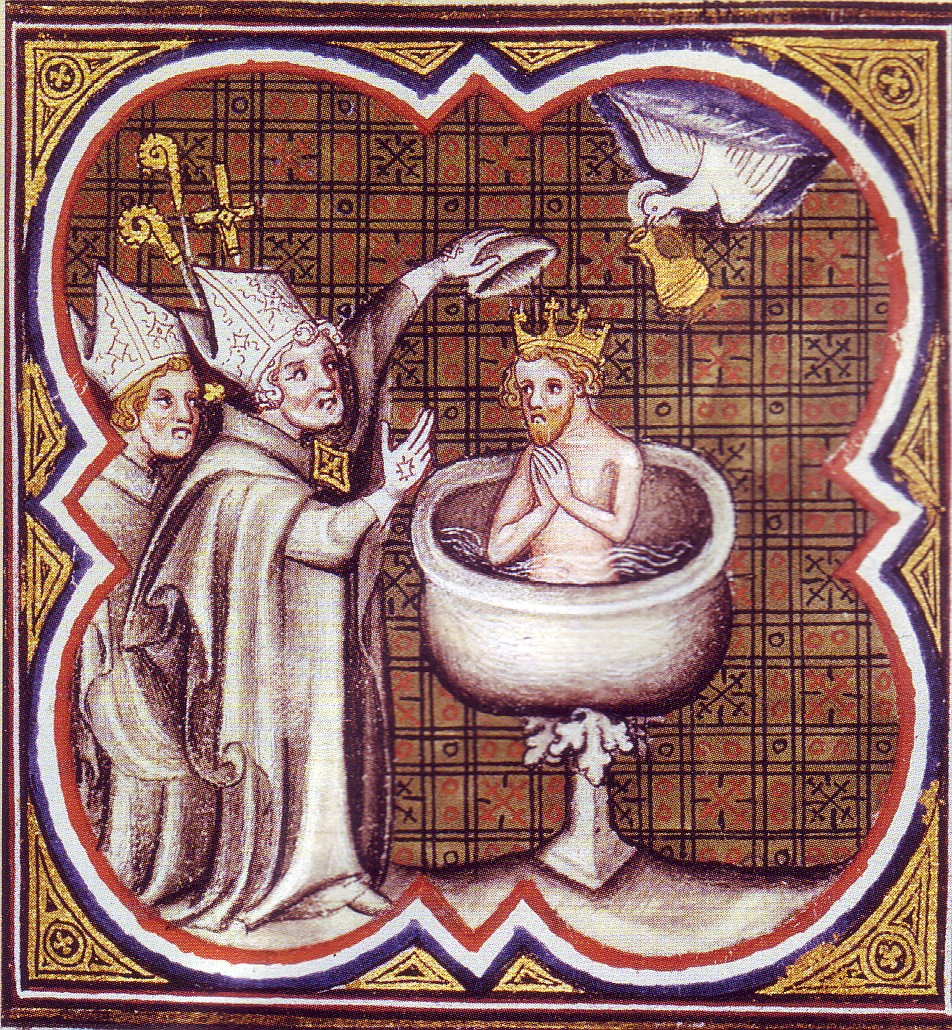
Darstellung der Taufe Chlodwigs in einer französischen Buchmalerei; eine Taube bringt die heilige Ampulle (Grandes Chroniques de France, entstanden 1375–1379; Bibliothèque Nationale de France, Département des Manuscrits, Français 2813, fol 12v).

Im Spätmittelalter wurde Chlodwig in einigen französischen Kirchen als Heiliger verehrt (Saint Clovis), obwohl eine offizielle Heiligsprechung nie erfolgte. Zugleich wurden seine militärischen Erfolge gepriesen und teils phantasievoll ausgeschmückt. Französische Geschichtsschreiber betonten, dass er für den christlichen Glauben gekämpft habe; daher habe er seine Siege mit Gottes Hilfe errungen. Im 14. und 15. Jahrhundert zeichnete die französische Geschichtsschreibung von ihm das Bild eines idealen Königs und vorbildlichen Christen. Man beschrieb ihn als ehrlich, gütig und keusch und verglich ihn mit Karl dem Großen, der ein zweiter Chlodwig gewesen sei. Weit verbreitet war die Legende, der zufolge er als erster europäischer König die Herrschersalbung empfing; die Ampulle mit dem heiligen Salböl sei vom Himmel herabgesandt worden. Angeblich trug sein Schild bereits die Lilien des späteren (kapetingischen) Königswappens. Einen Gipfel der Chlodwig-Verehrung erklommen die französischen Könige seit dem 14. Jahrhundert, als sie sich selbst unter historisch-genealogischem Bezug auf Chlodwig und dessen Konversion zum Katholizismus den Ehrentitel „Allerchristlichster König“ gaben.
Seit dem Mittelalter wird Chlodwig in Frankreich in weiten Kreisen als früher französischer König, ja, als Begründer der französischen Nation betrachtet. Man bezeichnet ihn traditionell als den ersten französischen König der première race (‚erstes Geschlecht‘), also der Merowinger. Als zweites französisches Königsgeschlecht gelten die Karolinger, als drittes die Kapetinger. Dabei wird übersehen, dass Frankreich und Deutschland erst viel später durch die Trennung in West- und Ostfränkisches Reich entstanden sind.
In Deutschland gab es in der ersten Hälfte des 20. Jahrhunderts eine analoge Tendenz, aus Chlodwig einen deutschen Herrscher auf gallischem Boden zu machen, was im Rahmen einer schon im 19. Jahrhundert verbreiteten Gleichsetzung von ‚germanisch‘ mit ‚deutsch‘ geschah. So veröffentlichte 1933 der prominente Mediävist Bruno Krusch eine Arbeit mit dem Titel Die erste deutsche Kaiserkrönung in Tours Weihnachten 508, womit er auf die Ernennung Chlodwigs zum römischen Ehrenkonsul bzw. patricius Bezug nahm, die als Verleihung eines quasi-kaiserlichen Ranges zu deuten sei, da Gregor von Tours (nach Ansicht der meisten heutigen Forscher allerdings irrtümlich) behauptet, der Franke habe sich seither Augustus nennen lassen.
Eine Gedenktafel für Chlodwig fand Aufnahme in die Walhalla bei Regensburg. Der Komponist Antonio Caldara widmete Chlodwigs Bekehrung zum Christentum die Oper La Conversione di Clodoveo, Rè di Francia. In Reims finden mehrere Hinweise auf Chlodwig, vor allem in den Kirchen. Neben der Basilika Saint Remi befindet sich eine Statue, welche das Taufereignis darstellt.

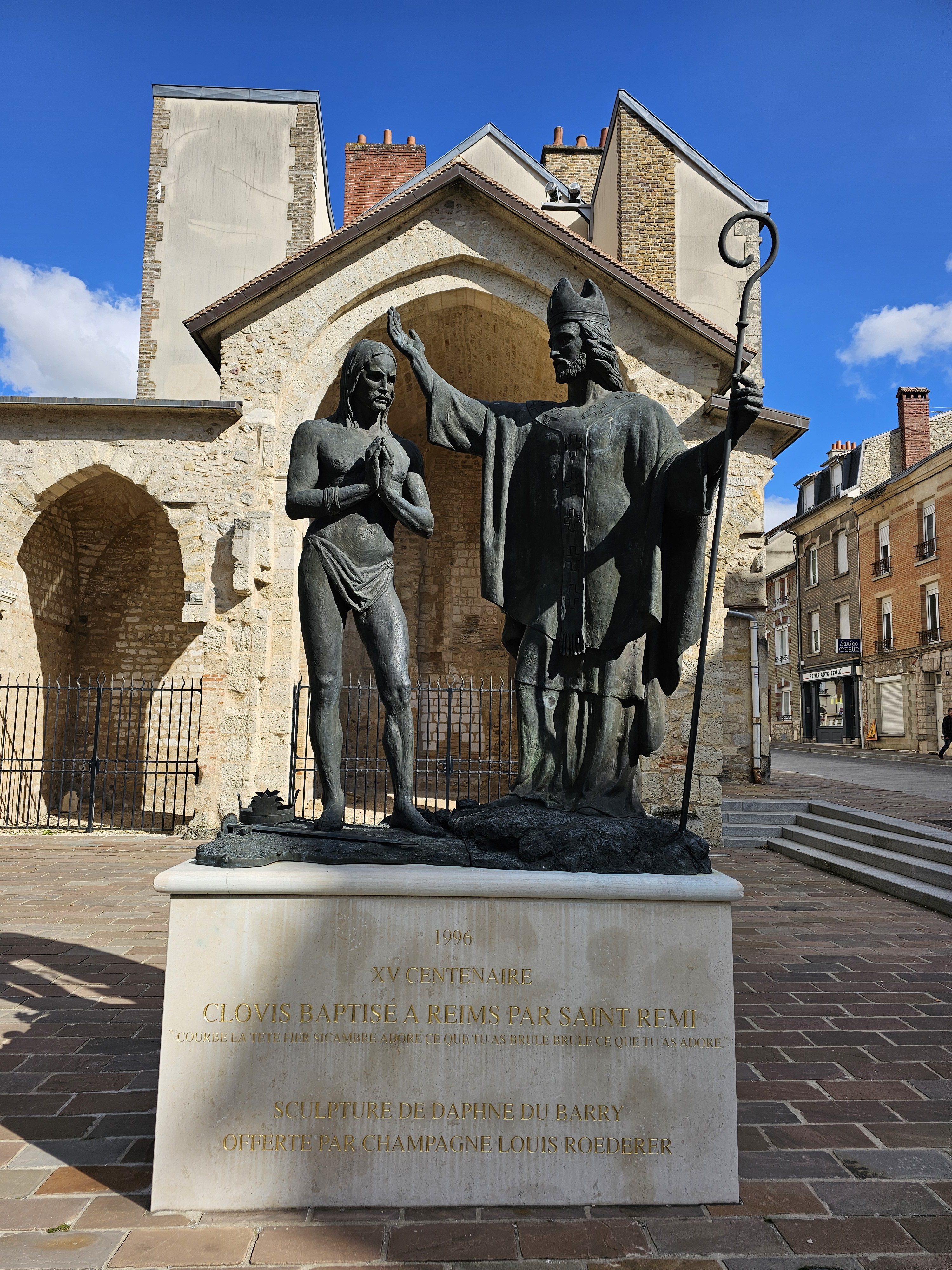
Die Taufe Chlodwigs durch Bischof Remigius in Reims, Statue von Daphné Du Barry (Le Baptême de Clovis, 1996)